# Metropolia pleweńska
Metropolia pleweńska – jedna z eparchii Bułgarskiego Kościoła Prawosławnego, z siedzibą w Plewenie. Jej obecnym ordynariuszem jest metropolita pleweński Ignacy (Dimow).
Metropolia powstała na mocy decyzji Świętego Synodu Bułgarskiego Kościoła Prawosławnego z 1998 poprzez wydzielenie z eparchii wraczańskiej. Jej pierwszym ordynariuszem został metropolita Ignacy (Dimow), który sprawuje urząd do dziś.